# Diego Cañamero Valle
Diego Cañamero Valle (Campillos, 25 de setembre de 1957) és un pagès i sindicalista andalús.

## Biografia
Va començar en el moviment sindicalista dels camperols andalusos el 1974, amb només 16 anys. El 1977 fou detingut i apallissat per la guàrdia civil a Cantillana (província de Sevilla) per repartir octavetes reivindicatives. Des de març del 1984 és secretari general del Sindicat d'Obrers del Camp (SOC). El 1986 fou condemnat a un mes i un dia de presó per haver participat en l'ocupació de la finca El Garrotal, a El Coronil. Del 1991 al 2001 fou alcalde d'El Coronil pel CUT-BAI (actual CUT i integrat a Esquerra Unida).
Ha participat en nombroses accions reivindicatives contra propietaris agrícoles, cosa que li ha provocat nombroses querelles judicials i l'enemistat de la patronal agrària ASAJA. El 2006 fou denuncia per injúries per afirmar que Cayetana Fitz-James Stuart, duquessa d'Alba, contractava treballadors irregulars a les seves finques. El 2007 fou nomenat portaveu nacional del Sindicato Andaluz de Trabajadores (SAT) i ocupà el càrrec fins al 4 d'octubre de 2015 quan, en ocasió del 2n Congrés del SAT, fou substituït per Óscar Reina.